# ヴィチム高原
ヴィチム高原（ヴィチムこうげん、ロシア語: Вити́мское плоского́рье、ブリヤート語: Витимэй хадалиг газар）はヴィチム川流域上流、大部分がブリヤート共和国、一部がザバイカリエ地方に位置する高原。
広大な低く長い丘陵（標高1200～1600m）が山間の低地と繰り返される。構成は花崗岩と結晶片岩、南西は玄武岩で、15を超える死火山がある。永久凍結岩体がよく見られる。丘陵部はカラマツのタイガに覆われ、その間の平地はカバノキの低木林や草原や沼沢である。
座標: 北緯54度0分 東経113度30分 / 北緯54.000度 東経113.500度